# ブレンガルテン-ディーティコン鉄道Ce2/2 1-5形電車

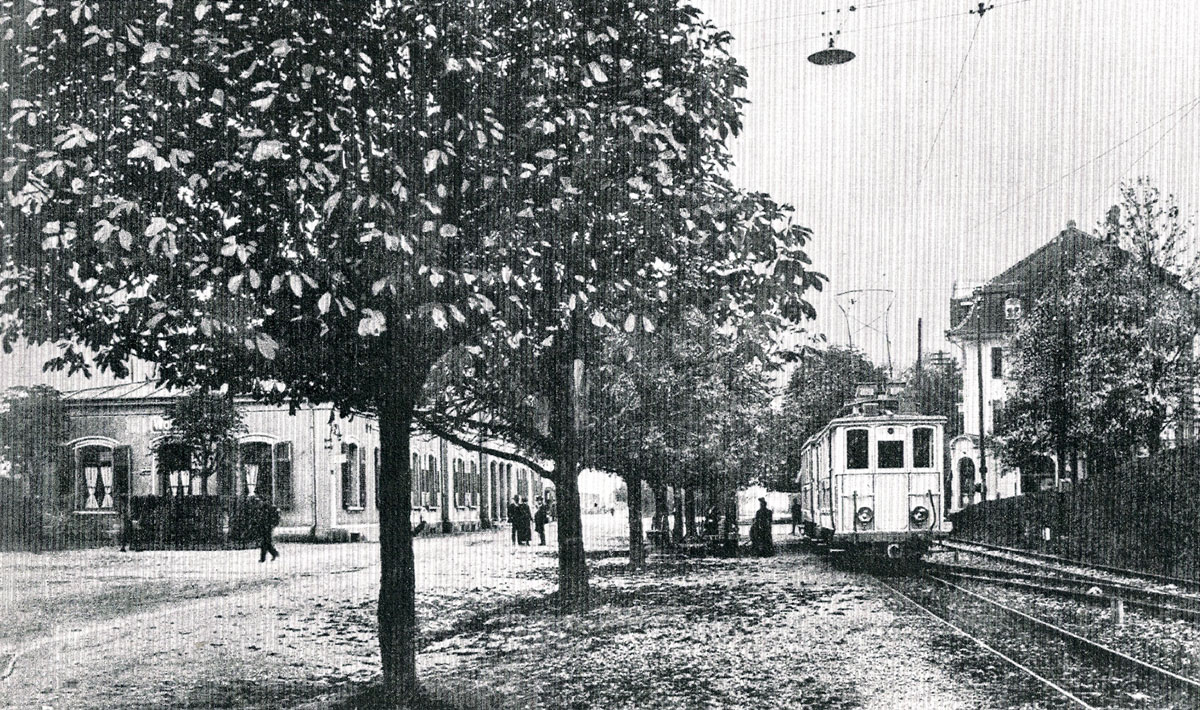
ヴォーレン駅に停車中のCe2/2形が牽引する列車、1912年

ブレンガルテン-ディーティコン鉄道Ce2/2 1I-5I形電車(ブレンガルテン-ディーティコンてつどうCe2/2 1I-5Iがたでんしゃ)は、現在ではBDWM交通となっているスイスの私鉄であるブレンガルテン-ディーティコン鉄道（Bremgarten-Dietikon-Bahn (BD)）で使用されていた3等電車である。なお、本機はCe1/2形の1I-5I号機として製造されたものであるが、走行装置の改造等により最終的にCe2/2形1I-5I号機となったものである。

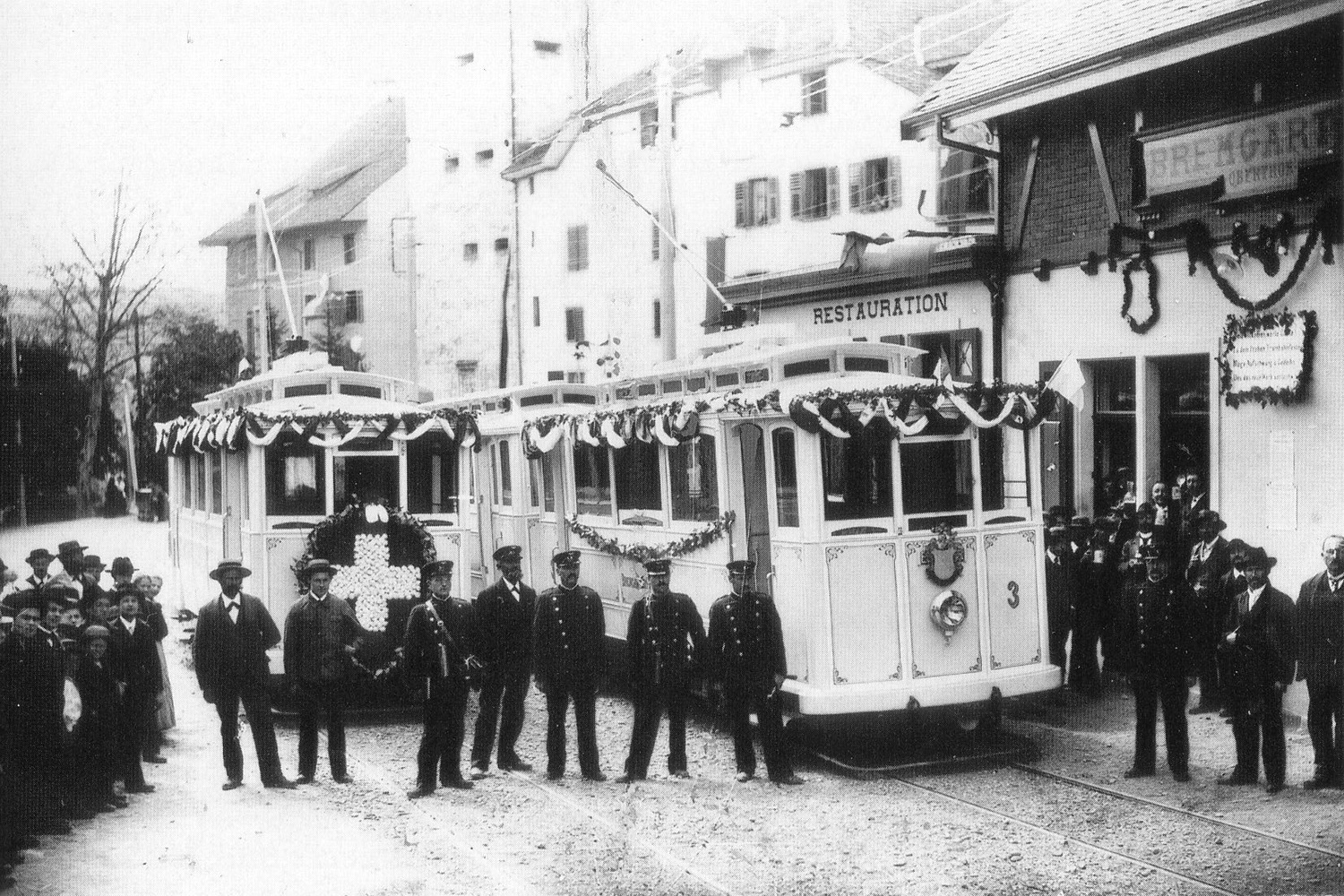
1902年のブレンガルテン-ディーティコン鉄道開業時の様子、Ce1/2 3号機（当時、のちのCe2/2 3号機）ほか、ブレンガルテン駅

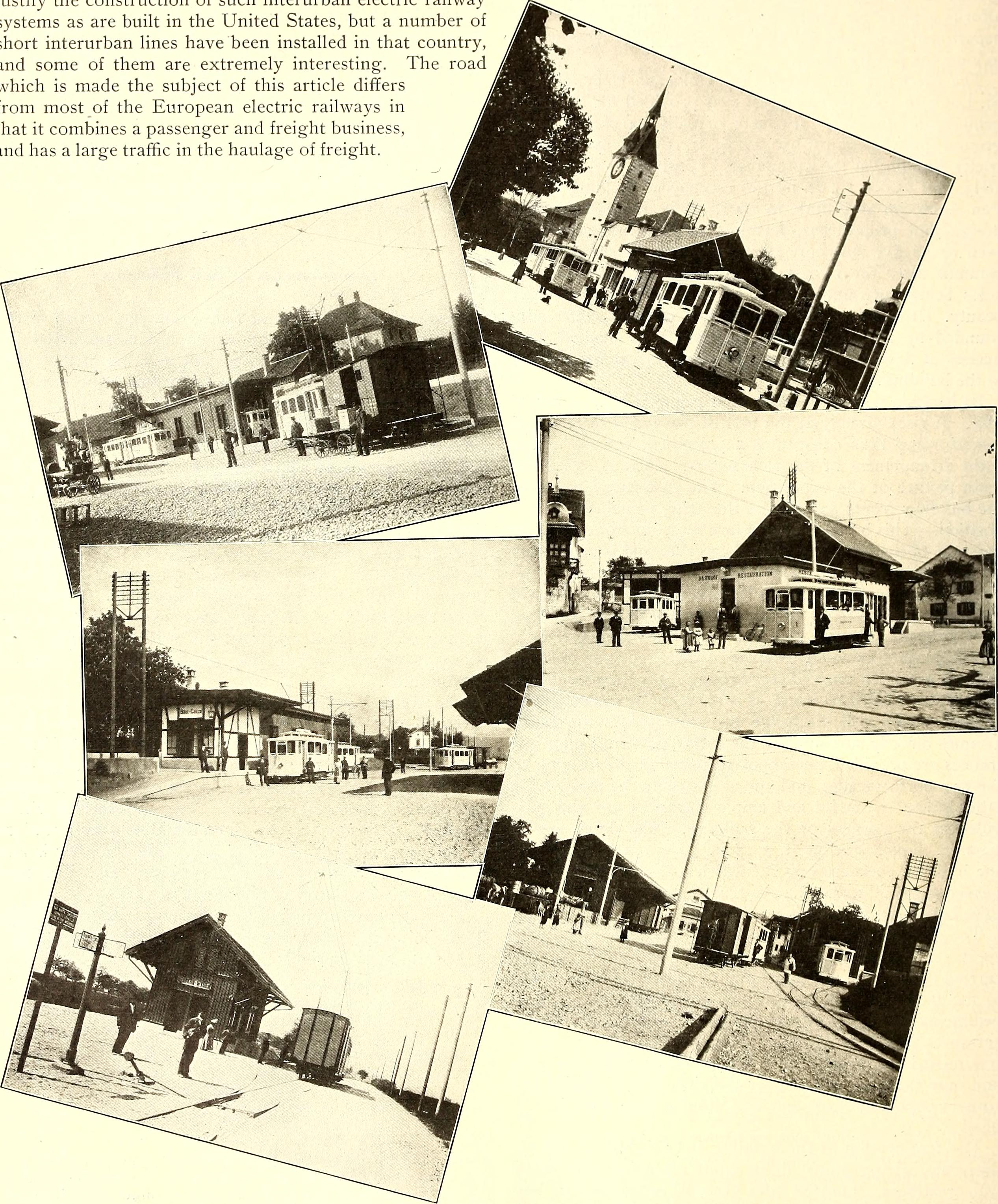
開業時のブレンガルテン-ディーティコン鉄道の様子

なお、本項では本形式を改造したXe2/2 51-52形、Te2/2 401I-402I形、および本形式と同時に製造され、一部の機体は本形式に改造された同形の客車であるC 4-6形についても記述する。

## 概要
チューリッヒのSバーンのS-17系統としてアールガウ州からチューリッヒ州への通勤路線となっているなっているBDWM交通のブレンガルテン-ディーティコン間は、1902年5月1日 ブレンガルテン-ディーティコン鉄道がブレンガルテン - ディーティコン間10.6kmを1000mm軌間、直流750V電化で開業した路線であり、一方、ヴォーレン - ブレンガルテン・ウエスト間はこれより以前の1876年9月1日にヴォーレン-ブレンガルテン鉄道がヴォーレン - ブレンガルテン・ウエスト間の6.6kmを標準軌、非電化で開業しており、1902年1月1日にはスイス国鉄へ統合されてその一路線となっていた 。
本形式はこの1902年のブレンガルテン-ディーティコン鉄道の開業に合わせてCe1/2　1I-3I号機およびC 4-6号車として導入されたものであり、前者は2軸電車、後者は電車と同一の車体を持つ2軸付随客車であり、いずれも車体両端に運転台を兼ねた乗降デッキを持ったダブルルーフ式屋根の車体に2軸単台車などを組合わせた当時の標準的な路面電車形態の機体であったが、車体前後端部がオープンデッキではなく、正面・側面窓や乗降扉を持つクローズドデッキであることが特徴であった。開業後は電車の単行もしくは電車が1両の付随客車を牽引する列車で運行されていたが、その後の輸送量の増加に対応するため、付随客車であったC 4およびC 5号車を電車化してCe2/2　4I-5I号機とする改造や、主電動機1基搭載であったCe1/2　1I-3I号機へ主電動機1基を増設して牽引力を向上させたCe2/2　1I-3I号機とする等の改造を実施している。
さらに同鉄道ではその後の1912年2月8日にヴォーレン - ブレンガルテン・ウエスト間をスイス国鉄からリースして三線軌条化および直流850Vで電化をし、ブレンガルテン・ウエスト - ブレンガルテン間1.2kmを開業させてヴォーレン - ディーティコン間の直通運転を開始しており、これに伴い輸送力の増強が必要となったため、本形式も3両編成以上の列車へ対応するため、Ce2/2 1I-5I号機の台車交換やおよび真空ブレーキの装備、 一部機体のさらなる出力増強や各種近代化改造を実施した上で同時に増備されたボギー車のCe4/4 7I-9I形およびこれと同形の客車であるC2 21-23形およびC4 24-25形などとともに引続き運用されていた。その後1950年代には順次事業用に転用され、定格出力67kWであったCe2/2 2Iおよび4I号機はXe2/2 51および52号機となり、定格出力119kWのCe2/2 1Iおよび3I号機は入換用電気機関車のTe2/2 401I-402I号機となっている。
本形式の製造は車体、台車、機械部をSWS、主電動機、電気機器をMFOが担当しており、Ce2/2 1I-3I号機の製造時の価格は1機あたり19,515スイス・フラン、ほぼ同形の付随であるB 4-6号車はSWSが製造を担当して、価格は9,000スイス・フランであった。なお、ブレンガルテン-ディーティコン鉄道の電車で機番1から5は、本形式の後のBDe8/8形に2代目の1II-5II号機が在籍しているため、本形式の機体はそれぞれ1I-5I号機と表記される。各機体の経歴は以下の通り。
| 製造時形式・機番（出力） 製造年/製造所 | 改番 形式・機番 改番年 | 電動車化 形式・機番（出力） 改造年 | 主電動機増設 形式・機番（出力） 改造年 | 出力増強 形式・機番（出力） 改造年 | 台車変更 /出力増強（一部） 形式・機番（出力） 改造年 | 客車化 形式・機番 改造年 | 事業用車化 形式・機番 改造年       | 廃車年 |
| -------------------------------------- | ---------------------- | ---------------------------------- | -------------------------------------- | ---------------------------------- | ---------------------------------------------------- | ------------------------ | ---------------------------------- | ------ |
| Ce1/2 1I(26kW） 1902年/SWS/MFO         | -                      | -                                  | Ce2/2 1I (52kW) 1904年                 | -                                  | Ce2/2 1I(119kW) 1912年                               | -                        | Te2/2 401I 1954年                  | 1969年 |
| Ce1/2 2I(26kW) 1902年/SWS/MFO          | -                      | -                                  | Ce2/2 2I (52kW ) 1904年                | Ce2/2 2I(67kW) 1908年              | Ce2/2 2I (67kW) 1912年                               | -                        | Xe2/2 51 1949年                    | 1956年 |
| Ce1/2 3I(26kW) 1902年/SWS/MFO          | -                      | -                                  | Ce2/2 3I (52kW) 1904年                 | -                                  | Ce2/2 3I(119kW) 1912年                               | -                        | Te2/2 402I → X 303II 1954年 → 69年 | -      |
| C 4 1902年/SWS                         | -                      | Ce2/2 4I(67kW) 1904年              | -                                      | -                                  | Ce2/2 4I(67kW) 1912年                                | -                        | Xe2/2 52 1949年                    | 1959年 |
| C 5 1902年/SWS                         | -                      | Ce2/2 5I(67kW) 1904年              | -                                      | -                                  | Ce2/2 5I(67kW) 1912年                                | C 15 1916年              | -                                  | 1954年 |
| C 6 1902年/SWS                         | C 16 1905年            | -                                  | -                                      | -                                  | -                                                    | -                        | -                                  | 1953年 |

1. ↑  改造費用は8,817.60スイス・フラン
2. ↑  事業用車として現存する
3. ↑  改造費用は20,462スイス・フラン、台車はC 11-12形オープン客車のいずれかへ流用
4. ↑  改造費用は20,462スイス・フラン、台車はC 11-12形オープン客車のいずれかへ流用
5. ↑  改造費用は12,000スイス・フラン

## 仕様

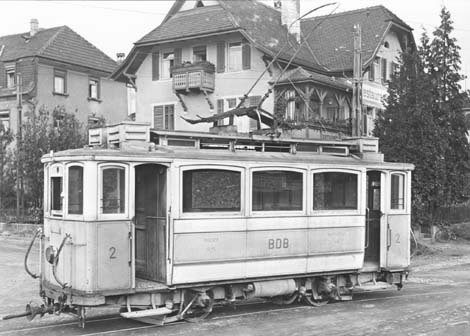
台車変更、出力増強改造後のCe2/2 2号機、1935年頃

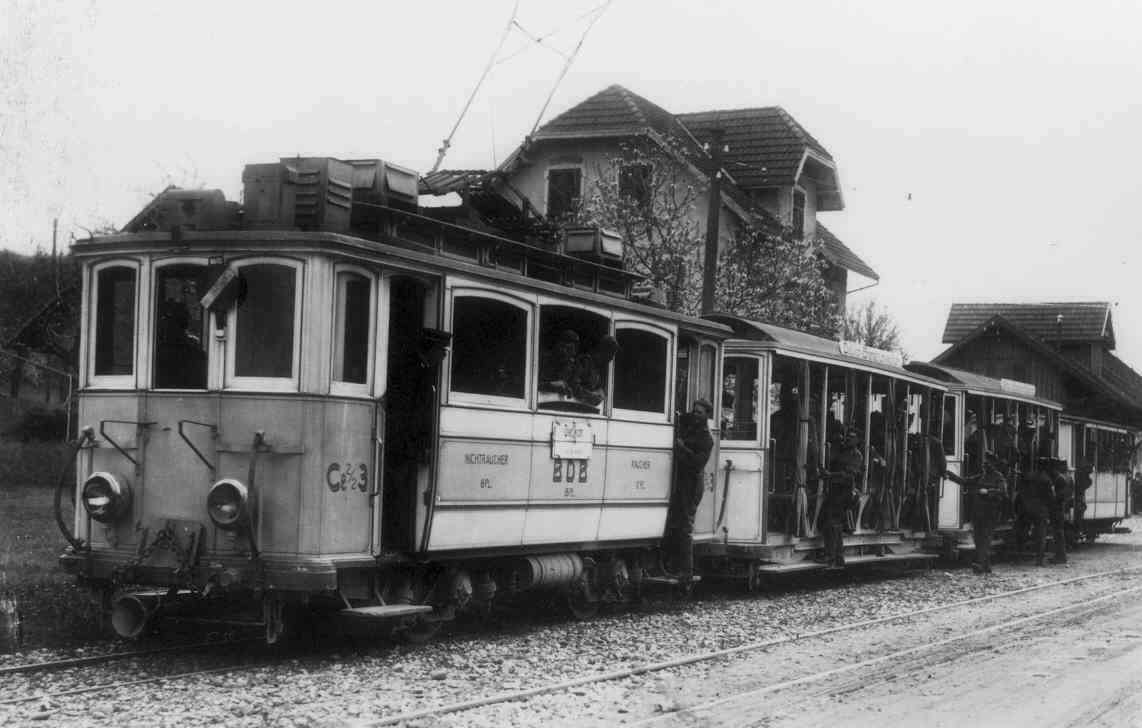
台車変更、出力増強改造後のCe2/2 3号機が牽引する列車、正面に貫通扉が設置されている、1910年代

### 車体・走行機器
- 車体構造は1900-30年代の私鉄車両では標準であった木鉄合造構造で、鋼材リベット組立式の台枠上に木製の車体骨組および屋根を載せて前面および側面外板は鋼板を木ねじ止めとしたものとし、屋根、床および内装は木製としている。
- 台枠は型鋼組立式で、前後端の運転室兼乗降デッキ部と中央の客室の主台枠部の間に段差を設けた低床式路面電車と同様の構造となっている。車体は両運転台式で、ブレンガルテン-ディーティコン鉄道の車両限界に合わせて客室部の車体幅を2400mmと狭くしており、曲線での車体のオーバーハングを抑えるため車体両端運転室兼乗降デッキ部の車体幅は客室部よりもさらに幅の狭いものとなっている。また、客室部の側面下部には裾絞りが付き、前後運転室兼乗降デッキ部は裾絞りのないものとなっている。乗降口には片引戸の乗降扉が設置されているが、戸袋は設置されずにデッキ内に直接引き込まれる。屋根はダブルルーフで、客室部と運転室兼乗降デッキ部は段差のない一体の構造となっており、中央部に前後双方の向きに使用できるトロリーポール1基が設置されている。 また、窓下および窓枠、車体裾部に型帯が入るほか、窓類は下部左右隅部R無で上辺が緩いR付きの形態となっている。
- 正面はゆるいRを持つ形態で、中央の窓幅が左右のものより若干広い三枚窓構成となっており、中央窓上部に行先表示窓が設けられているほか、正面下部左右に外付式の丸形前照灯が配置されている。連結器は台枠取付のピン・リンク式連結器で、その下部に救助網が設置されている。
- 車体内は後位側から運転室兼乗降デッキ、禁煙3等室、喫煙3等室、乗降デッキ兼運転室の配列となっており、側面は窓扉配置1D12D1（運転室兼乗降デッキ窓-乗降扉-禁煙3等室窓、喫煙3等室窓-乗降扉-乗降デッキ兼運転室窓）となっている。乗降デッキは外付1段のステップ付きで客室との扉は片引戸となっており、側面窓は下落とし窓で1ボックスあたり1箇所分の横幅の広い大型のものとなっている。
- 客室は2+1列の3人掛けの固定式クロスシートを配置しており、座席定員は禁煙3等室が1ボックス6名、喫煙3等室が2ボックス12名の計18名、立席定員はそれぞれ計6名となっている。座席は木製ニス塗りのベンチシートで荷棚は設置されておらず、室内の天井は白で側壁面は木製ニス塗りとなっている。運転室は当時のスイスの電車で標準的な立って運転する形態でとなっている。
- 制御装置はMFO製の直接制御式抵抗制御のものを搭載しており、1基もしくは2基装荷された主電動機を制御する方式で、ブレーキ装置は主制御機による発電ブレーキと手ブレーキを装備している。
- 台車はSWS製の2軸単台車で、台車枠は鋼材組立式、枕ばねは重ね板ばね、軸ばねはコイルばね、基礎ブレーキ装置として両抱式の踏面ブレーキが装備されるほか、主電動機を台車枠の車軸内側に吊掛式に装荷している。
- 塗装
  - 車体はライトグレーもしくはクリーム色をベースとして運転室兼乗降デッキ部は下半部をブルーグレー、側面は下半部のうち中央部をブルーグレーとして塗分け部にライトブルーの細帯を入れたもので、側面下部中央には"BDB"の、乗降扉脇には形式機番および禁煙、喫煙の表記がそれぞれ飾り文字で入るもので、床下機器と台車がダークグレー、屋根および屋根上機器はライトグレーであった。なお、製造当初は車体のブルーグレー部に細線で飾り帯の縁取りが入れられていた。

### 改造

#### 客車→電車化
- 本形式と同型の付随客車であったC 4-5形のうちC 4および5号車は1904年のCe1/2 1I-3I号機の主電動機の増設と同じタイミングで電車化改造を実施してCe2/2 4Iおよび5I号機となっている。これは台車をCe1/2 1I-3I号機のものと同じ電車用の2軸単台車として主電動機2基と主制御装置、集電装置等を搭載したものである。なお、Ce1/2 1I-3I号機の主電動機の定格出力は26kWであったが、本機はこれより若干出力の高い33kWのものを使用している。

#### 主電動機増設・交換
- 1904年にはCe1/2 1I-3I号機の主電動機の増設改造が実施され、形式機番もCe2/2 1I-3I号機に変更されている。これは台車の片側の車軸にのみ装荷されていた主電動機を、もう一方の車軸側にも増設したものであり、この改造により1機あたりの定格出力は26kWから52kWに増強されている。
- なお、Ce2/2 2I号機は1908年に主電動機を定格出力33kWのTyp TM 12bに交換してさらに出力増強を図っている。

#### 台車変更
- 1912年のヴォーレン - ディーティコン間の直通運転の開始に伴う輸送力の増強のため、本格的に列車を牽引できるように改造されることとなった。主な改造内容は以下の通り。
  - 2軸単台車および救助網を撤去して台枠を強化の上、同じく強化した軸箱支持装置を設置、これにより軸距が2500mmから2900mmとなっている。軸箱支持方式は軸箱守式で軸ばねは重ね板ばねと竹の子ばねの組合わせとなっている。
  - 真空ブレーキ装置および電動真空ポンプを設置。
  - 連結器の強化。なお、このため全長が8100mmから8500mmに延びている。
  - 屋根上は集電装置をトロリーポールから大型のビューゲルに変更。その前後部に抵抗器を搭載。なお、ビューゲルは後年菱型のパンタグラフに交換されている。
- また、Ce2/2 1Iおよび3I号機については上記項目に加えてさらに以下の通り改造を行っている。
  - 主電動機を定格出力26kWのもの2基から60kWのもの2基に交換し、主制御装置や主回路保護装置等も交換。これにより60パーミルの勾配で最大35tの列車を牽引可能となった。
  - 前面に貫通扉を設置。前照灯は前面下部中央から下部左右に移設・増設。

#### Xe2/2 51-52形
- 1949年には定格出力52kWのCe2/2 2Iおよび4I号機については事業用車に転用することとなり、それぞれXe2/2 51および52号機となっている。
- 外観上は原形の機体と大きな変化はないが、室内が事業用に改造され、側面窓を車体色で塗りつぶした機体も存在する。

### 主要諸元
| 項目         | 機番          | 原形 Ce1/2 1I-3I号機                                  | 電動車化 Ce2/2 4I-5I号機                              | 主電動機2基搭載 Ce2/2 1I-3I号機                       | 台車変更 Ce2/2 2I、4I-5I 号機                         | 台車変更/出力増強 Ce2/2 1I、3I号機                    |
| ------------ | ------------- | ----------------------------------------------------- | ----------------------------------------------------- | ----------------------------------------------------- | ----------------------------------------------------- | ----------------------------------------------------- |
| 軌間         | 軌間          | 1000mm                                                | 1000mm                                                | 1000mm                                                | 1000mm                                                | 1000mm                                                |
| 電気方式     | 電気方式      | DC750V（1912年以降DC850V、1937年以降DC900V） 架空線式 | DC750V（1912年以降DC850V、1937年以降DC900V） 架空線式 | DC750V（1912年以降DC850V、1937年以降DC900V） 架空線式 | DC750V（1912年以降DC850V、1937年以降DC900V） 架空線式 | DC750V（1912年以降DC850V、1937年以降DC900V） 架空線式 |
| 軸配置       | 軸配置        | A1                                                    | B                                                     | B                                                     | B                                                     | B                                                     |
| 寸法         | 全長          | 8100mm                                                | 8100mm                                                | 8100mm                                                | 8500mm                                                | 8500mm                                                |
| 寸法         | 車体幅        | 2200mm                                                | 2200mm                                                | 2200mm                                                | 2200mm                                                | 2200mm                                                |
| 寸法         | 軸距          | 2500mm                                                | 2500mm                                                | 2500mm                                                | 2900mm                                                | 2900mm                                                |
| 自重         | 自重          | 10.0t                                                 | 10.8t                                                 | 11.0t                                                 | 11.5t                                                 | 12.6t                                                 |
| 定員         | 定員          | 3等18名（喫煙12名、禁煙6名）、立席6名                 | 3等18名（喫煙12名、禁煙6名）、立席6名                 | 3等18名（喫煙12名、禁煙6名）、立席6名                 | 3等18名（喫煙12名、禁煙6名）、立席6名                 | 3等18名（喫煙12名、禁煙6名）、立席6名                 |
| 走行装置     | 主制御装置    | 抵抗制御                                              | 抵抗制御                                              | 抵抗制御                                              | 抵抗制御                                              | 抵抗制御                                              |
| 走行装置     | 主電動機      | 直流直巻整流子電動機×1台                              | 直流直巻整流子電動機×2台                              | 直流直巻整流子電動機×2台                              | 直流直巻整流子電動機×2台                              | 直流直巻整流子電動機×2台                              |
| 走行装置     | 1時間定格出力 | 26kW                                                  | 65kW                                                  | 52kW 2I号機は1908年以降65kW                           | 65kW                                                  | 119kW                                                 |
| 最高速度     | 最高速度      | 25km/h                                                | 25km/h                                                | 25km/h                                                | 30-40km/h                                             | 30-40km/h                                             |
| ブレーキ装置 | ブレーキ装置  | 手ブレーキ、発電ブレーキ                              | 手ブレーキ、発電ブレーキ                              | 手ブレーキ、発電ブレーキ                              | 手ブレーキ、真空ブレーキ、発電ブレーキ                | 手ブレーキ、真空ブレーキ、発電ブレーキ                |

## C 4-6形

### 概要
- 車体はCe2/2 1I-5I形と同一のもので、走行装置を主電動機を装荷できる2軸単台車から台枠に直接軸箱支持装置を装備した通常の2軸車とし、主制御器などの電気機器や前照灯などを撤去した形態で、車体塗装およびその推移も同じものとなっている。
- 車体内もCe2/2 1I-5II形と同一で、後位側から乗降デッキ、禁煙3等室、喫煙3等室、乗降デッキの配列で、側面は窓扉配置1D3D1（乗降デッキ窓-乗降扉-3等室（禁煙1箇所・喫煙2箇所）窓-乗降扉-乗降デッキ）となっており、装備品等も同一のものとなっている。
- 前述のとおり、C 4および5号車は1904年のCe1/2 1I-3I号機の主電動機の増設と同じタイミングで電車化改造を実施してCe2/2 4Iおよび5I号機となっている。これは台車を電車用の2軸単台車として定格出力33.6kWの主電動機2基と主制御装置、集電装置等を搭載したものであり、余剰となった付随車用の輪軸と軸箱支持装置などは同年に製造されたC 11-12形オープン客車に流用されており、余剰となった付随車用の輪軸と軸箱支持装置などは同年に製造されたC 11-12形オープン客車に流用されている。
- 客車のまま存置されたC 6号車は1905年にC 16号車に改番され、1912年にはCe2/2 1I-5I号機に併せて連結器の強化したものに変更しており、全長が8100mmから8500mmに延びている。また、1916年には一旦電車に改造されていたCe2/2 5I号機（元C 5号車）が再度客車化改造されてC 15号車となっている。この改造では台車は主電動機を撤去した電車用のものをそのまま使用しており、このため軸距、自重が客車のままであったC 16号車と異なっている。

### 主要諸元
- 軌間：1000mm
- 軸配置：2
- 最大寸法：全長8100mm（1912年以降8500mm）、車体幅2400mm
- 軸距：2500mm（C 15号車は2900mm）
- 自重：6.5t（C 15号車は7.5t）
- 定員：3等座席18名、立席6名
- 最高速度：65km/h
- ブレーキ装置：手ブレーキ

## Te2/2 401^{I}-402^{I}形

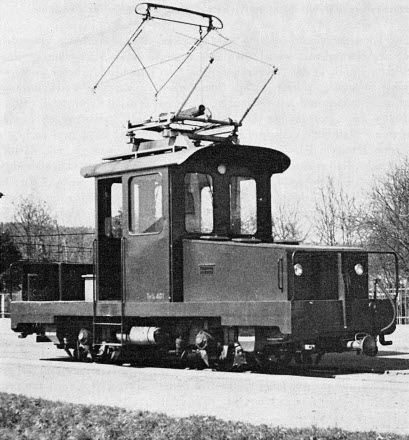
Ce2/2 1号機を改造した入換用電気機関車であるTe2/2 401号機、1967年

## Te2/2 401I-402I形

### 概要
- 本形式はその後の新型で大型の機材の増備に伴い、一部は車庫内での入換用としても使用されていたが、1954年にはCe2/2 1Iおよび3I号機が入換用の電気機関車に改造されている。なお、スイスでは旧型化した電車を小型の電気機関車に改造する事例は他にもアッペンツェル鉄道のGe2/2 49号機やフリブール公共交通[8]のTe4/4 13および14号機などで見られる。
- 台枠はCe4/4 1Iおよび3I号機のものをそのまま流用しているが、車体は一新されて電気機関車の形態となっている。車体中央部に運転室を設け、これを挟んだ車体両端側のうち片側は内部に補機類を搭載したボンネット、もう片側は資機材の積載を考慮したデッキとなっている。運転室は中央にマスターコントローラーを1基搭載し、前後進とも同一のマスターコントローラーで運転する方式であり、また、運転室上部にはパンタグラフが搭載されている。運転室全面は大型の2枚窓、側面は固定窓1枚と乗降扉が設置されるもので、ボンネットもしくはデッキ前端柵の左右と運転室妻麺上部中央に前照灯が設置されていたほか、車体および台枠の塗色は赤茶色、屋根および台車、床下機器はグレーとなっていた。
- 連結器は体取付の+GF+式[9]ピン・リンク式自動連結器で、空気管が同時に連結できるものに換装されたほか、走行装置は大きな変更はないが、各軸に砂撒き装置が追設されている。
- なお、Te2/2 402I号機の台枠は同機の廃車後に無動力の事業用車であるX 303II号車に流用されている。この車両は台枠の前端に大型のスノープラウを設置して除雪車として使用されるほか、台枠上部に各種作業用の折曲式クレーンを搭載して台枠上への資材の積載を可能としたものとなっている。

### 主要諸元
- 軌間：1000mm
- 電気方式：DC900V 架空線式
- 軸配置：B
- 最大寸法：車体幅2400mm
- 軸距：2900mm
- 走行装置
  - 主制御装置：抵抗制御
  - 主電動機：直流直巻整流子電動機×2台
  - 出力：119kW（1時間定格、900V）
- ブレーキ装置：真空ブレーキ、手ブレーキ

## 運行・廃車

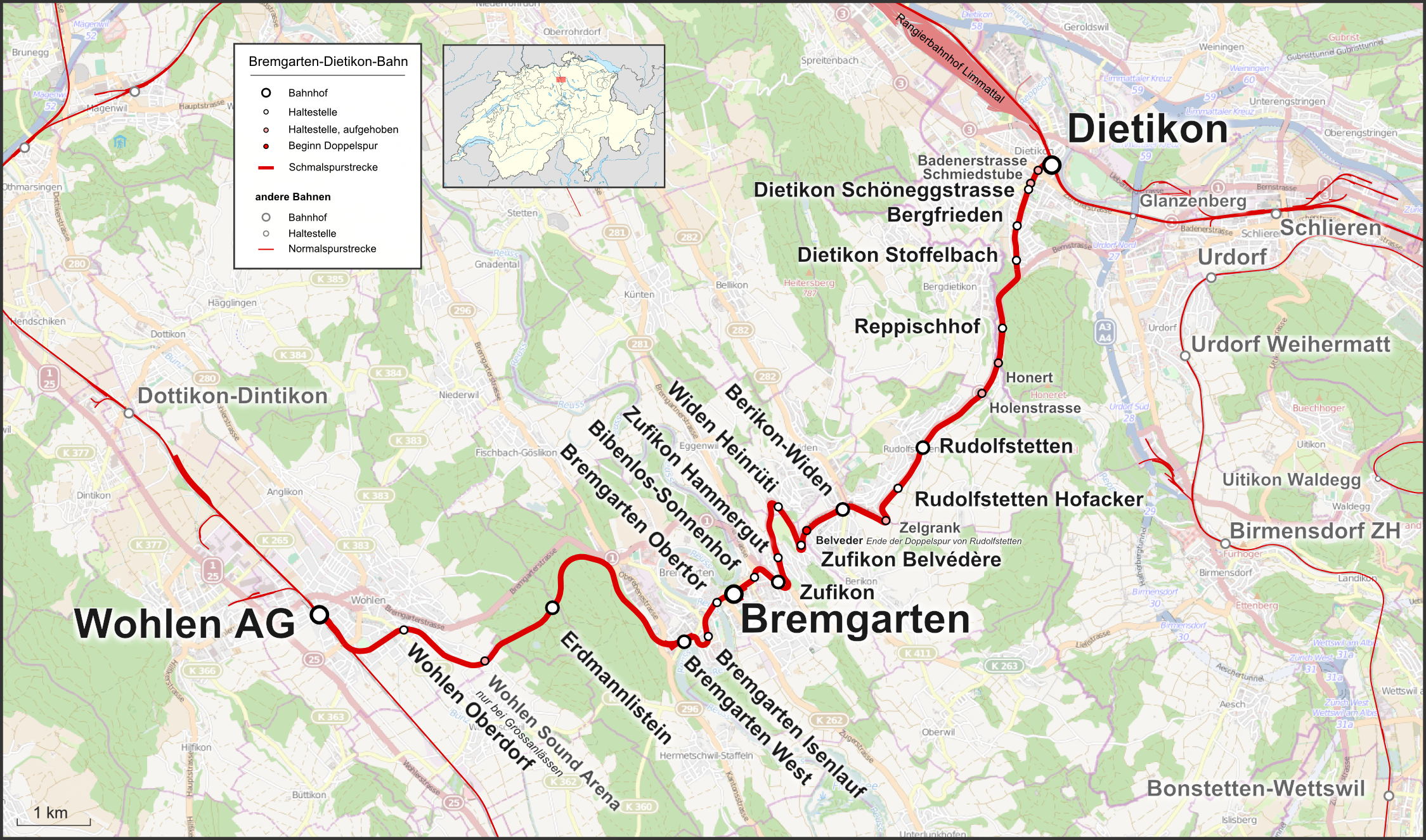
ブレンガルテン-ディーティコン鉄道の路線図

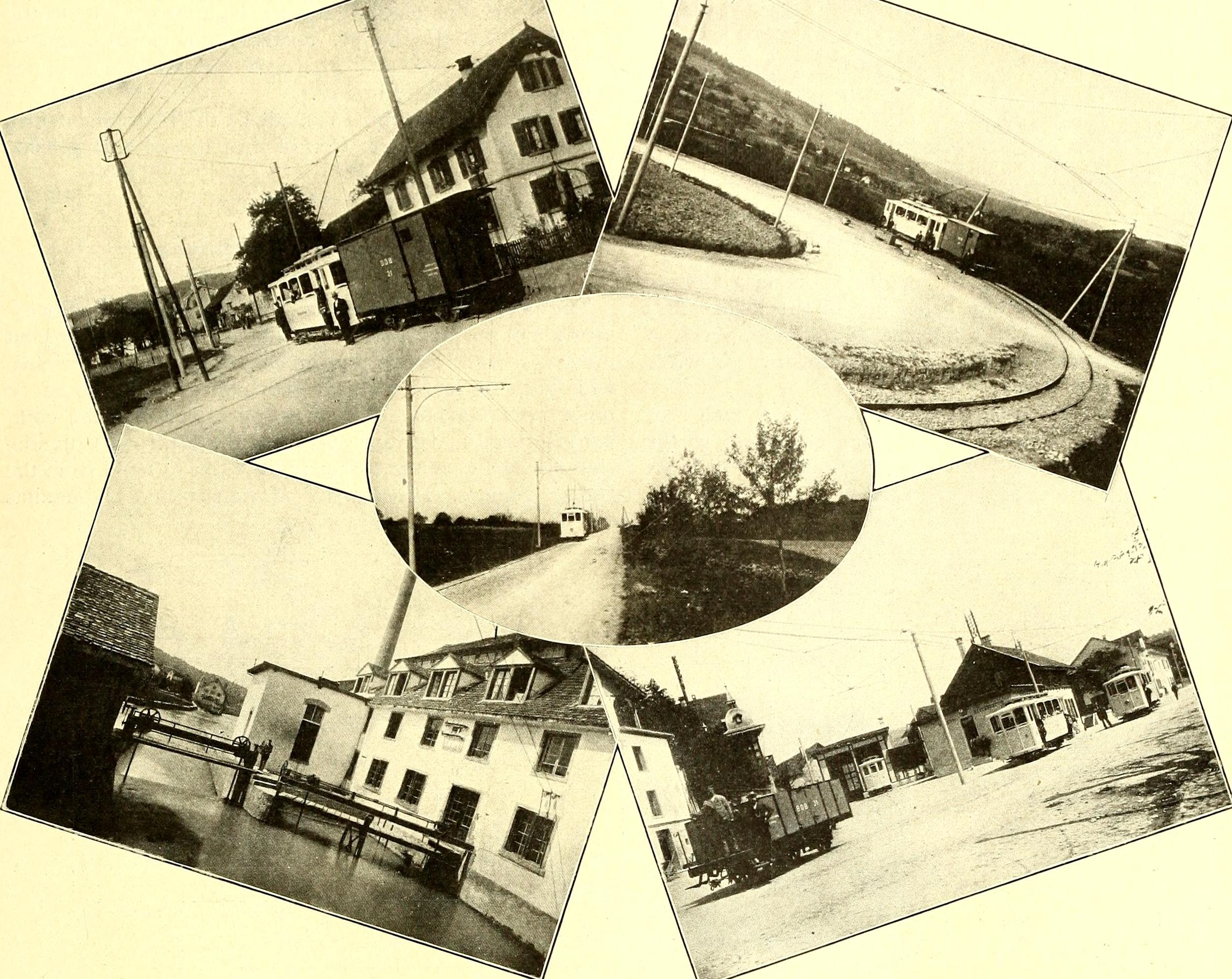
開業時のブレンガルテン-ディーティコン鉄道の様子

- ブレンガルテン-ディーティコン鉄道はアールガウ州のヴォーレンからブレンガルテンを経由してチューリッヒ州のディーティコンに至る18.9kmの路線であり、最急勾配56パーミル、最急曲線半径25m、標高389-550mでディーティコン付近0.8kmは併用軌道との路線であり、 両端駅でスイス国鉄に接続するものである。また、本形式が運用されていた当時はヴォーレンからブレンガルテン西間6.4kmは1435mm軌間の旧ヴォーレン-マイスターシュヴァンデン鉄道線との三線軌条となっており、最急勾配は60パーミル、1936年時点で4.4km、1958年時点で2.5kmが併用軌道もしくは路肩敷設の軌道であったほか、ディーティコンでリンマッタル軌道[10]に接続していた。なお、本形式の運行していた時代より後の、1990年5月27日にはチューリッヒのSバーンに指定されてS-17系統となってアールガウ州からチューリッヒ州への通勤路線として運行されており、1995年以降には一部区間の複線化が行われているほか、ヴォーレン - ブレンガルテン・ウエスト間の三線軌条は2015年に撤去されて、線路用地のみが引続きスイス国鉄からリースされている。
- 本形式は1902年のブレンガルテン-ディーティコン間の開業時より使用されているが、開業に際して用意された機体は以下の通りであった。
  - 電車：Ce1/2 1-3号機
  - 付随客車：C 4-6号車
  - 有蓋車：K 21-22号車
  - 無蓋車：L 31-32号車
- 開業時のダイヤでは旅客列車はブレンガルテン-ディーティコン間で通常6往復のほか、日曜・祝日およびブレンガルテンでの市場開催日に運行する1往復、日曜・祝日に運行する1往復が所要37-40分で運行されていた。
- 1960年代までの同鉄道は電車が旅客列車や貨物列車を牽引する列車で運行されており、本形式も全線で、単行での運行のほか、混合列車を含む客車列車や貨物列車の牽引に使用されており、開業以降は1両の付随客車もしくは貨車を、1912年の真空ブレーキ装備以降は2軸車であれば最大2-3両を牽引して運行されていた。
- その後、2軸ボギー式のCe4/4 7I-9I形、Ce4/4 10-11形、Ce4/4 6I-8II形および、同じく2軸ボギー式の客車の増備により、1940-50年代には順次定期運行から外れて付随客車のC 15および16号車は1953-54年に廃車となり、電車のうち出力67kW級のCe2/2 2および4号機は1949年に形式変更されて事業用のXe2/2 51および52号機となっている。また、電車のうち出力119kW級のCe2/2 1および3号機は1954年に入換用電気機関車のTe2/2 401Iおよび402I号機に改造されている。
- ブレンガルテン-ディーティコン鉄道ではその後も輸送量が増大して1965年には輸送人員が132万人を超え、従来からの機材の老朽化も進んでいたことから総合的な近代化を図るために1960年代にさまざまな検討がなされ、結果として固定編成による列車により効率的なパターンダイヤを組むこととなって3車体連接式のBDe8/8形9編成を1967年に発注し、1969年6月1日のダイヤ改正で通常運行されるの全ての旅客列車に置き換え、同時に架線電圧を900Vから1200Vに昇圧している。この結果、従来の1000mm軌間用機材のうち事業用もしくは貨物列車牽引用として残されることとなったBDe4/4形およびBe4/4 7II号機の計3機のみが架線電圧昇圧対応工事を実施し、それ以外の電車および事業用のものを除く客車は全車廃車となっている。これに伴い、残存していたTe2/2 401I-402I形も同年に廃車となり、1967-68年に導入された自重13tの電気式ディーゼル機関車であるTm2/2 51-52形に置き換えられている。
- Te2/2 402I号機の台枠を流用して改造されたX 303II号車については事業用車として現在でも使用されている。